# Länsväg 254
De Zweedse weg 254 (Zweeds: Länsväg 254) is een provinciale weg in de provincie Uppsala län in Zweden en is circa 20 kilometer lang.

## Plaatsen langs de weg
- Heby
- Fjärdhundra

## Knooppunten
- Riksväg 72 bij Heby (begin)
- Riksväg 70 bij Fjärdhundra (eind)